# Hamvas József (lelkész)
Hamvas József, születési és 1893-ig használt nevén Aschendorf József (Győr, 1871. május 13. – Budapest, 1948. augusztus 16.) evangélikus lelkész, magyar-német szakos tanár, író, Hamvas Béla filozófus édesapja.

## Élete
Aschendorf Frigyes kékfestő gyártulajdonos és Hechtl Teréz fiaként született. Tizenhét évesen lett árva, anyai nagybátyja, Csukássi (Hechtl) József gyámsága alá került, ám két év múlva, 1891-ben Csukássi is elhunyt, és ekkor rokonai minden vagyonából kiforgatták. Családi nevét 1893-ban változtatta Hamvasra. Középiskoláit és az evangélikus teológia három évét a soproni evangélikus főiskolában, a negyediket a jenai egyetemen végezte. 1893 szeptemberében Sopronban lelkésszé avatták; innét a kolozsvári egyetemre ment, ahol a középiskolai tanárságra készült. 1898-ban a Pozsonyi Evangélikus Líceum tanára lett. 1919-ben megtagadta a csehszlovák hűségesküt, ezért kiutasították az országból, és családjával Budapestre menekült.
1889-92-ig a Sopron belső munkatársa volt és a Törekvés c. havi folyóiratnak segédszerkesztője, majd felelős szerkesztője lett. 1893 októberétől az Erdélyi Híradó belmunkatársa. A lapba több politikai cikket írt, melyek java része a nemzeti kérdéssel foglalkozott. Az 1920-as és 30-as években ponyvaregényeket publikált.
Elhunyt 1948. augusztus 16-án, örök nyugalomra helyezték 1948. augusztus 18-án. Neje Sedivy Jolán volt.

## Munkái
- Elbeszélések. Sopron, 1889.

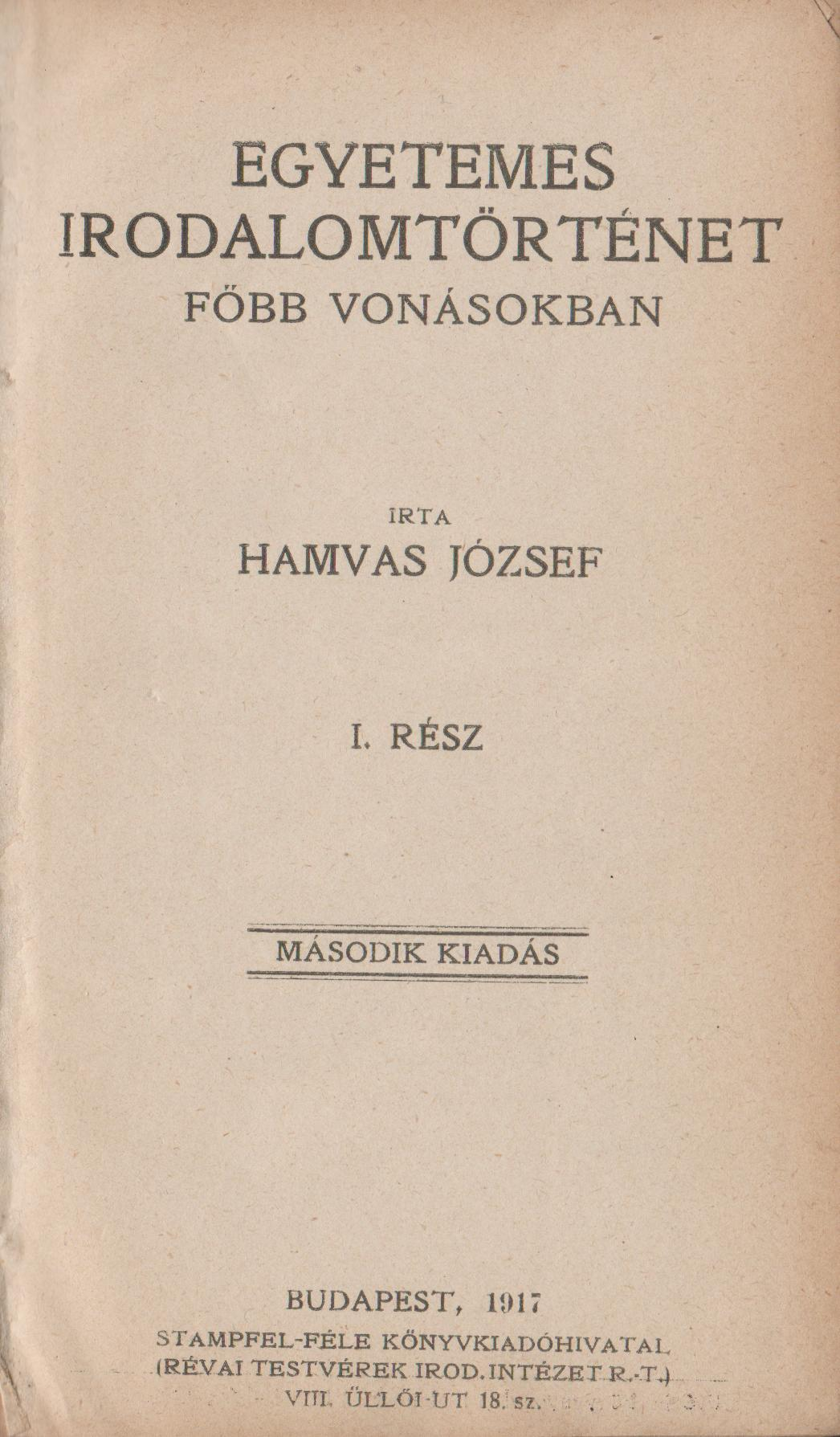

- A nyaralók, vígj. 1 felv. Sopron, 1890.
- Abner. Bibliai dráma 3 felv. Sopron, 1892.
- A szerkesztőségben, dramolett 1 felv. Kolozsvár, 1894.
- A két Ratáky, eredeti regény. Kolozsvár, 1894.
- Versek. Kolozsvár, 1895.
- Az egyetemes irodalom-történet áttekintése 1-3. kötet. Budapest, Stampfel, 1899.
- Vinlandi Gergely: ifjúsági regény a tizedik századból. Pápa, Főiskolai Ny., 1911.
- Mesés történetek. Ifjúsági elbeszélések. (Rábai Zsigmond rajzaival.) Szentgotthárd, Wellisch Béla Kiadása, 1911
- A visszatért üstökös. Pozsony, 1916.
- Egyetemes irodalomtörténet főbb vonásokban. Budapest, Stampfel, 1916-1928.
- Az élet láza. Regény. Budapest, Tolnai, [1928].
- Tavaszi ködön ár. Regény. Budapest, Magyarság, 1928.
- A vörös tenyér. Regény. Budapest, Hellas Ny., 1936.
- A gyönyörű sátán. Regény. Budapest, Hellas Ny., 1936.
- Tűzexpressz. Regény. Budapest, Általános Ny., [1938].
- Kinek az arca? Regény. Budapest, Általános Ny., [1938].
- Farmer a csapdában. Regény. Budapest, Általános Ny., [1938].
- Sólyom Bill kincse. Regény. Budapest, Általános Ny., [1938].
- A zöld pokol. Regény. Budapest, Általános Ny., [1939].
- A csodató banditája. Regény. Budapest, Általános Ny., [1939].
- Győz a szerelem. Regény. Budapest, Általános Ny., [1939].
- Sárga farkas. Regény. Budapest, Általános Ny., [1940].
- A csillagos cowboyok. Regény. Budapest, Általános Ny., [1941].
- Három jómadár. Regény. Budapest, Általános Ny., [1941].
- Budapest megújhodása 1924-1933: kortörténeti vázlat. Budapest, [Stephaneum Ny.], 1942.